# Майнхард I (Горица)
Майнхард I фон Гьорц (на немски: Meinhard I von Görz; * ок. 1070; † 1142) от род Майнхардини (Горицката династия) е граф на Горица (Гьорц, 1122 – 1142), пфалцграф на Каринтия, фогт на Аквилея и фогт на „Св. Петер“ в Истрия.

## Произход
Той е вторият син на Мегинхард граф в Пустертал († ок. 1090), по други източници е син на граф Хайнрих I фон Гьорц († 1102) и на Димут. Той последва брат си Енгелберт I († 1122) като граф на Горица.

## Фамилия
Първи брак: с Хилтигар. Те имат един син:
- Хайнрих II († 1148/1149), граф на Гьорц (1142 – 1148/1149), неженен

Втори брак: с Елизабет фон Шварценбург (* ок. 1117; † 29 юли 1130), дъщеря на граф Бото и Петриса. Те имат децата:
- Енгелберт II († ок. 1189), граф на Гьорц/Горица (1142 – 1189), маркграф на Истрия (1188 – 1189), женен за Аделхайд фон Фалей, вдовица на граф Зигфрид I фон Лебенау, дъщеря на граф Ото I фон Дахау-Фалай († 1130, Вителсбахи)
- Майнхард II фон Горица-Истрия († пр. 1193), граф на Истрия, фогт на Паренцо, женен за Аделхайд фон Баленщет († сл. 1183), дъщеря на граф Адалберт III фон Баленщет († сл. 1172) (Аскани)
- Беатрикс, монахиня в „Св. Мария“ в Аквилея
- дъщеря, омъжена за фон Ленгенбах
- дъщеря, омъжена за фон Рехберг